# Стам, Финн
Финн Стам (нидерл. Finn Stam; род. 13 апреля 2003, Зандам, Северная Голландия) — нидерландский футболист, защитник клуба АЗ, выступающий на правах аренды за «Виллем II».

## Клубная карьера
Стам — воспитанник клубов «Фортуна» Вормервер, «Аякс» и АЗ. 18 марта 2022 года в поединке против дублёров «Утрехта» Финн дебютировал в Эрстедивизи в дубле последних. 2 марта 2024 года в матче против роттердамской «Спарты» он дебютировал в Эредивизи.
10 июля 2024 года перешёл на правах аренды в «Гронинген» до конца сезона 2024/25. 9 августа дебютировал за клуб в матче чемпионата против НАК Бреда.
15 августа 2025 года перешёл на правах аренды в клуб «Виллем II».